# Electric Touch (pjesma Taylor Swift)
"Electric Touch" je pjesma američke kantautorice Taylor Swift s njenog trećeg ponovno snimljenog studijskog albuma, Speak Now (Taylor's Version) (2023.). Swift je pjesmu napisala sama za album Speak Now koji je izašao 2010., ali na kraju nije završila na albumu. Producirala ga je s Aaronom Dessnerom.
Pop-punk i pop rock pjesma, "Electric Touch" pokretana je dinamičnim bubnjevima, rifovima električne gitare i visokim vokalima Swifta i glavnog pjevača grupe Fall Out Boy, Patricka Stumpa. Stihovi govore o tjeskobama s prvog spoja. U recenzijama albuma, kritičari su hvalili "Electric Touch" zbog njegove produkcije i vokalne kemije između Swift i Stumpa. Komercijalno, pjesma je dosegla 37. mjesto na Billboard Global 200 i ušla na ljestvice u Australiji, Kanadi, Novom Zelandu, Filipinima i Sjedinjenim Državama.

## Pozadina
Američka kantautorica Taylor Swift objavila je svoj treći studijski album, Speak Now, 25. listopada 2010. za Big Machine Records. Izdala je još tri studijska albuma pod Big Machineom, prema njezinom ugovoru za snimanje koji je istekao u studenom 2018. Swift se stoga povukla iz Big Machinea i potpisala novi ugovor s Republic Recordsom, koji joj je osigurao prava na posjedovanje majstora svake nove glazbe oslobodila bi. U 2019. američki biznismen Scooter Braun kupio je Big Machine; vlasništvo mastera za Swiftovih prvih šest studijskih albuma, uključujući Speak Now, preneseno je na njega. U kolovozu 2019. Swift je osudila Braunovu kupnju i najavila da će ponovno snimiti svojih prvih šest studijskih albuma kako bi sama posjedovala njihove mastere. Započela je proces ponovnog snimanja u studenom 2020.
5. svibnja 2023., na prvom datumu u Nashvilleu svoje šeste koncertne turneje, The Eras Tour, Swift je najavila Speak Now (Taylor's Version) i njegov datum izlaska 7. srpnja. Nakon toga je u objavama na društvenim mrežama otkrila: "Volim ovaj album jer priča priču o odrastanju, mlataranju, letenju i padu... i životu da bismo o tome govorili." Swift je naglasila poteškoće s kojima se suočavala u svom životu tijekom vremena kada je napisala ploču, među kojima su "brutalna iskrenost, nefiltrirane dnevničke ispovijesti i divlja čežnjivost". 5. lipnja 2023. Swift je objavila popis pjesama Speak Now (Taylor's Version), koji se sastoji od 22 pjesme. Među njima je šest pjesama "From the Vault" koje su napisane za album iz 2010., ali nisu dospjele na konačnu listu pjesama, uključujući "Electric Touch", u kojoj gostuje američki rock bend Fall Out Boy.

## Zasluge
- Taylor Swift – vokal, pisanje pjesama, produkcija
- Patrick Stump – vokal, električna gitara, dodatni inženjering
- Aaron Dessner – produkcija, inženjering, akustična gitara, bas gitara, električna gitara, sintisajzer, udaraljke
- Benjamin Lanz – sintisajzer, dodatni inženjering
- James McAlister – sintisajzer, dodatni inženjering
- Joe Russo – bubnjevi, udaraljke
- Josh Kaufman – akustična gitara, električna gitara, klavir, orgulje
- Thomas Bartlett – klavijature, klavir, sintisajzer
- Christopher Rowe – vokalno inženjerstvo
- Bella Blaško – dodatni inženjering
- Jonathan Low – miksanje, inženjering
- Randy Merrill – mastering

## Ljestvice
| Ljestvice              | Najviša pozicija |
| ---------------------- | ---------------- |
| Australija             | 38               |
| Filipini               | 22               |
| Kanada                 | 46               |
| SAD                    | 36               |
| Ujedinjeno Kraljevstvo | 58               |